# Blake Baxter
Blake Baxter es un productor estadounidense de techno vinculado a la primera ola del Detroit techno. Dada su escasa proyección mediática, ha sido considerado como "la figura más infravalorada" del primer Detroit techno.
Baxter comenzó pinchando hacia mediados de los años 1980. Publicó varios discos en el sello de Kevin Saunderson, KMS Records, y aparece en el seminal recopilatorio Techno: The New Dance Sound of Detroit que dio a conocer este sonido al mundo entero. Al comienzo de la década de los 90 trabajó activamente con el colectivo Underground Resistance. Tanto por su tendencia a publicar en sellos desconocidos como por su larga estancia viviendo en Berlín, está considerado como un productor poco ligado a ataduras y muy independiente.
A su regreso a Detroit, creó los sellos Mix Records y Phat Joint.

## Discografía
- Blake Techno! EP (Red Zone Records, 1988)
- The Crimes of the Heart EP (Incognito Records, 1990)
- The Underground Lives (Incognito, 1990)
- The Project (1992)
- The Vault (Disko B, 1995)
- The H Factor (Hurricane Melt (Disko B, 1997)
- A Decade Underground (Tresor Records, 1998)
- Dream Sequence (Tresor, 2000)
- Dream Sequence 3 (Tresor, 2001)